# MRPL9
MRPL9 (англ. Mitochondrial ribosomal protein L9) – білок, який кодується однойменним геном, розташованим у людей на 1-й хромосомі. Довжина поліпептидного ланцюга білка становить 267 амінокислот, а молекулярна маса — 30 243.
| 10         |  | 20         |  | 30         |  | 40         |  | 50         |
| ---------- |  | ---------- |  | ---------- |  | ---------- |  | ---------- |
| MAAPVVTAPG |  | RALLRAGAGR |  | LLRGGVQELL |  | RPRHEGNAPD |  | LACNFSLSQN |
| RGTVIVERWW |  | KVPLAGEGRK |  | PRLHRRHRVY |  | KLVEDTKHRP |  | KENLELILTQ |
| SVENVGVRGD |  | LVSVKKSLGR |  | NRLLPQGLAV |  | YASPENKKLF |  | EEEKLLRQEG |
| KLEKIQTKAG |  | EATVKFLKSC |  | RLEVGMKNNV |  | KWELNPEIVA |  | RHFFKNLGVV |
| VAPHTLKLPE |  | EPITRWGEYW |  | CEVTVNGLDT |  | VRVPMSVVNF |  | EKPKTKRYKY |
| WLAQQAAKAM |  | APTSPQI    |  |            |  |            |  |            |

A: Аланін

C: Цистеїн

D: Аспарагінова кислота

E: Глутамінова кислота

F: Фенілаланін

G: Гліцин

H: Гістидин

I: Ізолейцин

K: Лізин

L: Лейцин

M: Метіонін

N: Аспарагін

P: Пролін

Q: Глутамін

R: Аргінін

S: Серин

T: Треонін

V: Валін

W: Триптофан

Кодований геном білок за функціями належить до рибонуклеопротеїнів, рибосомних білків. 
Локалізований у мітохондрії.